# Атеаш (Бихор)
Атеаш (рум. Ateaș) насеље је у Румунији у округу Бихор у општини Чефа. Oпштина се налази на надморској висини од 91 m.

## Становништво
Према подацима из 2002. године у насељу је живело 221 становника, од којих су сви румунске националности.